# خنرک (استان اشوی‌داشکسیه)
خنرک (به لهستانی: Henryk) یک منطقهٔ مسکونی در لهستان است که در گمینا بروده (استان اشوی‌داشکسیه) واقع شده‌است. خنرک ۱۲۰ نفر جمعیت دارد.